# Flagi powiatów w województwie podkarpackim
Flagi powiatów w województwie podkarpackim – lista symboli powiatowych w postaci flagi, obowiązujących w województwie podkarpackim.

Flaga województwa podkarpackiego

Zgodnie z definicją, flaga to płat tkaniny określonego kształtu, barwy i znaczenia, przymocowywany do drzewca lub masztu. Może on również zawierać herb lub godło danej jednostki administracyjnej. W Polsce jednostki terytorialne (rady gmin, miast i powiatów) mogą ustanawiać flagi zgodnie z „Ustawą z dnia 21 grudnia 1978 o odznakach i mundurach”. W pierwotnej wersji pozwalała ona jednostkom terytorialnym jedynie na ustanawianie herbów. Dopiero „Ustawa z dnia 29 grudnia 1998 o zmianie niektórych ustaw w związku z wdrożeniem reformy ustrojowej państwa” oficjalnie potwierdziła prawo województw, powiatów i gmin do ustanawiania tego symbolu jednostki terytorialnej. Z tej zmiany skorzystały powiaty, przywrócone w 1999.
W 2025 w województwie podkarpackim swoją flagę miało 20 z 21 powiatów (flagi nie miał powiat jasielski) oraz 4 miasta na prawach powiatu. Symbol ten, w 2000, ustanowiło samo województwo.

## Lista obowiązujących flag powiatowych

### Miasta na prawach powiatu
| Powiat            | Wzór | Opis |
| ----------------- | ---- | --- |
| Miasto Krosno     |      | Flaga miasta, autorstwa Ewy Mańkowskiej, to prostokątny płat tkaniny o proporcjach 3:8, podzielony na cztery równe poziome pasy: złoty, srebrny, czerwony i błękitny. W jego centralnej części umieszczono herb miasta. |
| Miasto Przemyśl   |      | Flaga miasta została ustanowiona uchwałą nr 71/2005 z 23 marca 2005. Jest to prostokątny płat tkaniny o proporcjach 2:3 koloru błękitnego, w którego centralnej części umieszczono godło z herbu miasta.                |
| Miasto Rzeszów    |      | Flaga miasta to prostokątny płat tkaniny koloru błękitnego, w którego centralnej części umieszczono godło z herbu miasta.                                                                                               |
| Miasto Tarnobrzeg |      | Flaga miasta została ustanowiona 26 czerwca 1996. Jest to prostokątny płat tkaniny, podzielony na dwa poziome pasy: błękitny i żółty w stosunku 3:1. Z lewej strony górnego pasa umieszczono godło z herbu miasta.      |

### Powiaty
| Powiat                        | Wzór | Opis |
| ----------------------------- | ---- | --- |
| Powiat bieszczadzki           |      | Flaga powiatu została ustanowiona uchwałą nr XXVI/167/12 z 31 stycznia 2013. Jest to prostokątny płat tkaniny o proporcjach 5:8 koloru czerwonego, w którego centralnej części umieszczono godło z herbu powiatu. |
| Powiat brzozowski             |      | Flaga powiatu, autorstwa Włodzimierza Chorązkiego i Mariusza Palucha, została ustanowiona uchwałą nr XXXIX/192/10 z 29 stycznia 2010. Jest to prostokątny płat tkaniny o proporcjach 5:8 koloru błękitnego, w którego centralnej części umieszczono godło z herbu powiatu. |
| Powiat dębicki                |      | Flaga powiatu, autorstwa Alfreda Znamierowskiego, została ustanowiona uchwałą nr XI/80/99 z 25 października 1999, ponownie uchwałą nr XXII/150/00 29 września 2000. Jest to prostokątny płat tkaniny o proporcjach 5:8, podzielony na trzy pionowe pasy: czerwony, biały i błękitny w stosunku 5:1:2. Na obu polach umieszczono symbole z herbu powiatu, nawiązujące do miast: Dębicy i Pilzna. |
| Powiat jarosławski            |      | Flaga powiatu została ustanowiona uchwałą nr XXII/174/2001 z 2 marca 2001. Jest to prostokątny płat tkaniny o proporcjach 5:8, podzielony na trzy pionowe pasy: dwa białe i czerwony w stosunku 1:3:1. W jego centralnej części umieszczono herb powiatu. |
| Powiat kolbuszowski           |      | Flaga powiatu została ustanowiona uchwałą nr XIV/86/07 z 22 listopada 2007. Jest to prostokątny płat tkaniny o proporcjach 5:8, podzielony na trzy poziome pasy: błękitny, żółty i czerwony w stosunku 1:3:1. W jego centralnej części umieszczono herb powiatu. |
| Powiat krośnieński            |      | Flaga powiatu została ustanowiona uchwałą nr XVII/163/2001 z 27 lutego 2001. Jest to prostokątny płat tkaniny o proporcjach 5:8, podzielony na dwa równe pionowe pasy: błękitny i czerwony. W jego centralnej części umieszczono herb powiatu. |
| Powiat leski                  |      | Flaga powiatu, autorstwa Aleksandra Bąka, została ustanowiona uchwałą nr XX.126.2025 z 17 lipca 2025. Jest to prostokątny płat tkaniny o proporcjach 5:8 koloru czerwonego, w którego centralnej części umieszczono godło z herbu powiatu. |
| Powiat leżajski               |      | Flaga powiatu to prostokątny płat tkaniny o proporcjach 5:8, podzielony na dwa równe pionowe pasy: czerwony i błękitny. W jego centralnej części umieszczono herb powiatu. |
| Powiat lubaczowski            |      | Pierwsza wersja flagi powiatu, autorstwa Krzysztofa Krzycha, została ustanowiona uchwałą nr XVII/134/2000 z 15 czerwca 2000, obecna została ustanowiona uchwałą nr XXVIII/256/2006 z 30 marca 2006. Jest to prostokątny płat tkaniny, podzielony na trzy poziome pasy: biały, czerwony i żółty w stosunku 1:3:1.                                                                                |
| Powiat łańcucki               |      | Flaga powiatu została ustanowiona uchwałą nr XXIV/144/2001 z 6 stycznia 2001. Jest to prostokątny płat tkaniny o proporcjach 5:8 koloru błękitnego, w którego centralnej części umieszczono godło z herbu powiatu. |
| Powiat mielecki               |      | Flaga powiatu została ustanowiona uchwałą nr IV/22/03 z 26 lutego 2003. Jest to prostokątny płat tkaniny o proporcjach 5:8 koloru czerwonego, w którego centralnej części umieszczono godło z herbu powiatu |
| Powiat niżański               |      | Flaga powiatu to prostokątny płat tkaniny, podzielony na trzy poziome pasy: błękitny, żółty i czerwony. W jego centralnej części umieszczono herb powiatu. |
| Powiat przemyski              |      | Flaga powiatu została ustanowiona uchwałą nr X/53/99 z 7 października 1999. Jest to prostokątny płat tkaniny o proporcjach 5:8 koloru błękitnego, w którego centralnej części umieszczono godło z herbu powiatu. |
| Powiat przeworski             |      | Pierwsza wersja flagi powiatu została ustanowiona uchwałą nr uchwałą nr XIII/54/99 z 30 września 1999 i zniesiona uchwałą nr IV/21/11 z 14 stycznia 2011. Obecna wersja flagi została ustanowiona uchwałą nr IX/92/24 z 28 listopada 2024. Jest to prostokątny płat tkaniny o proporcjach 5:8 koloru błękitnego, w którego centralnej części umieszczono godło z herbu powiatu.                 |
| Powiat ropczycko-sędziszowski |      | Flaga powiatu została ustanowiona uchwałą nr XXXIV/185/2002 z 26 września 2002. Jest to prostokątny płat tkaniny o proporcjach 5:8, podzielony na dwa poziome pasy: czerwony, z symbolami z herbu powiatu oraz błękitny, z pięcioma złotymi gwiazdami symbolizującymi gminy powiatu. |
| Powiat rzeszowski             |      | Flaga powiatu została ustanowiona uchwałą nr XIII/104/2000 z 26 lutego 2000. Jest to prostokątny płat tkaniny o proporcjach 5:8, podzielony na trzy pionowe pasy: dwa żółte i błękitny w stosunku 1:3:1. W jego centralnej części umieszczono godło z herbu powiatu. |
| Powiat sanocki                |      | Flaga powiatu to prostokątny płat tkaniny o proporcjach 5:8 koloru błękitnego, w którego centralnej części umieszczono godło z herbu powiatu. |
| Powiat stalowowolski          |      | Pierwsza wersja flagi powiatu została ustanowiona uchwałą nr XXVIII/285/02 z 27 czerwca 2002, obecna została ustanowiona uchwałą nr XVIII/138/2016 z 15 czerwca 2016. Jest to prostokątny płat tkaniny o proporcjach 5:8 koloru błękitnego, z którego lewej strony umieszczono godło z herbu powiatu.                                                                                           |
| Powiat strzyżowski            |      | Flaga powiatu, autorstwa Wojciecha Drelicharza, Zenona Piecha oraz Barbary Widłak, została ustanowiona uchwałą nr XXI/140/2000 z 5 sierpnia 2000. Jest to prostokątny płat tkaniny o proporcjach 5:8, podzielony na siedem równych poziomych pasów: cztery błękitne i trzy żółte. W jego centralnej części umieszczono herb powiatu.                                                            |
| Powiat tarnobrzeski           |      | Flaga powiatu została ustanowiona uchwałą nr IV/23/2011 z 5 stycznia 2011. Jest to prostokątny płat tkaniny o proporcjach 9:15, podzielony na trzy poziome pasy: dwa błękitne i żółty w stosunku 1:2:1. W jego centralnej części umieszczono herb powiatu. |